# West Croydon

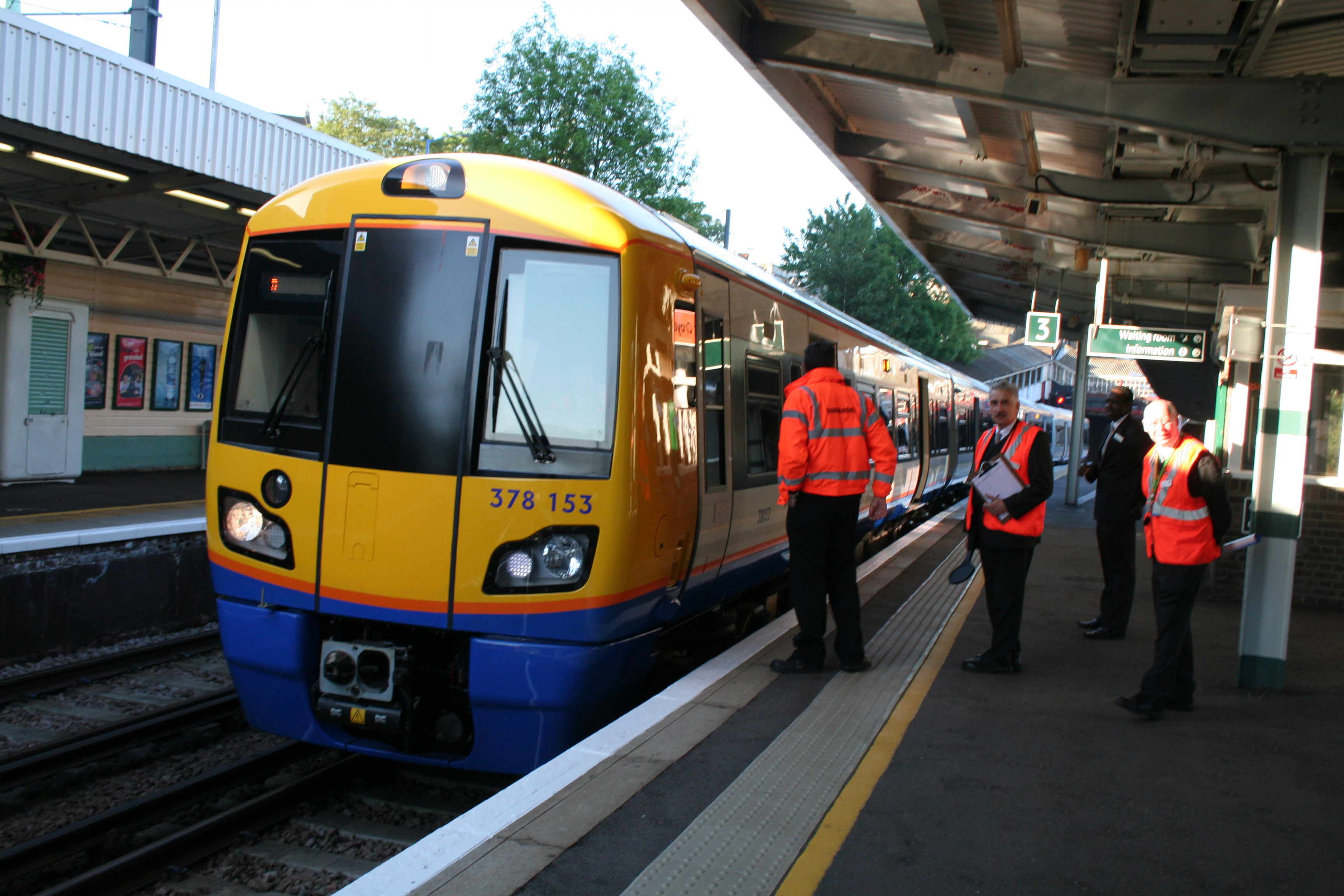
Plataforma de embarque da estação ferroviária.

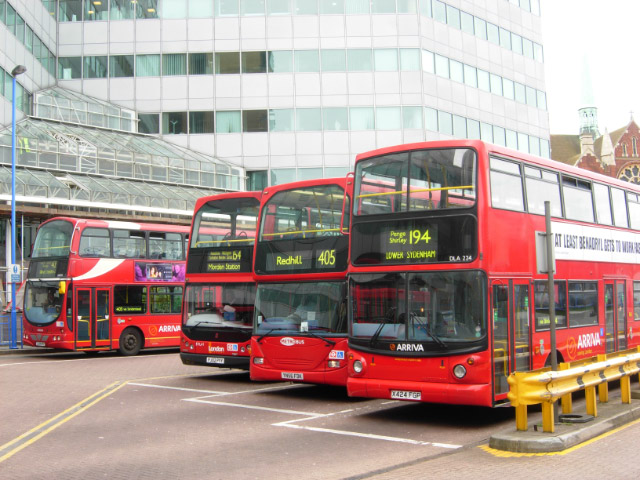
Terminal rodoviário.

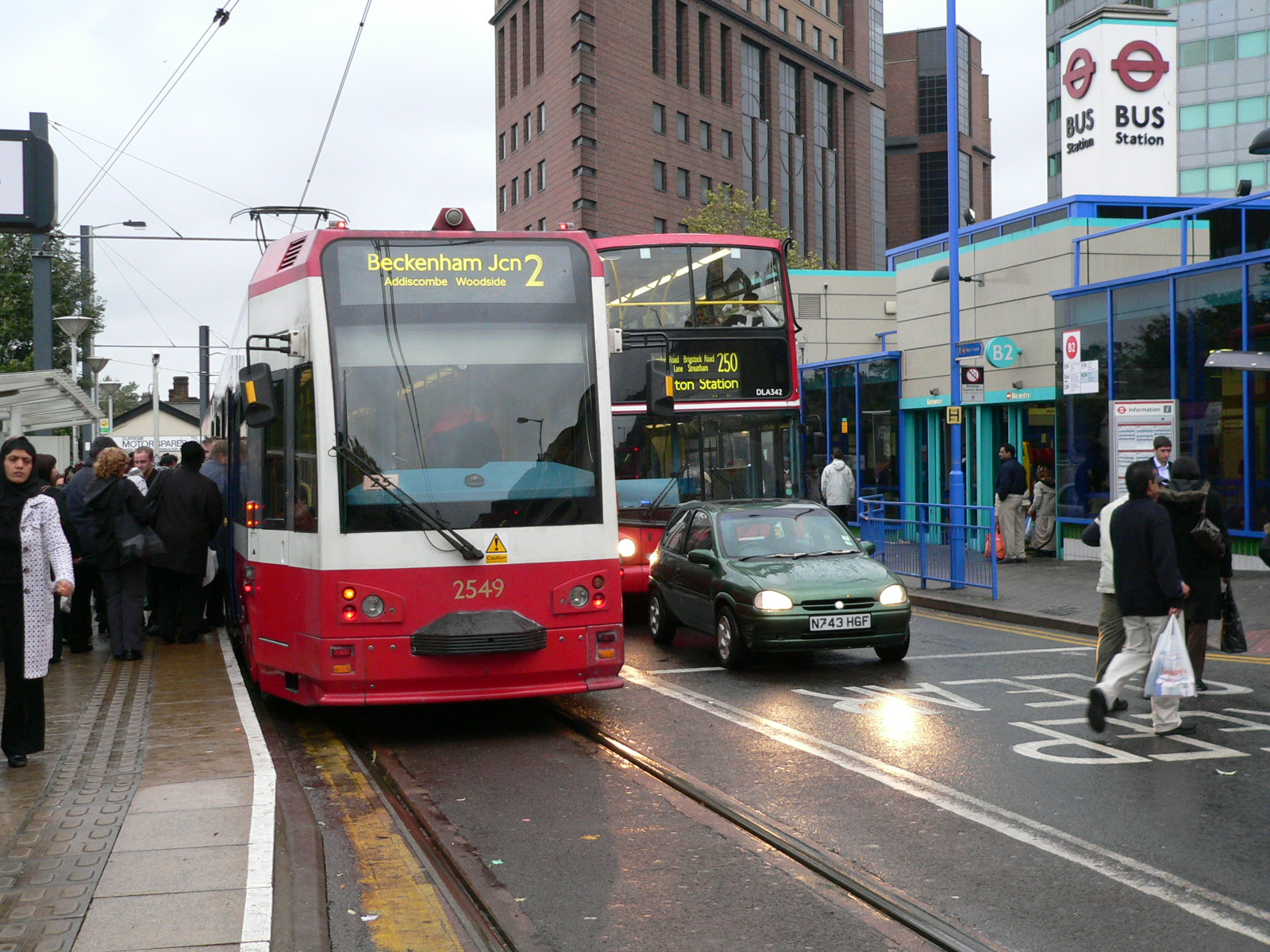
Parada de bonde.

West Croydon  é um terminal ferroviário, rodoviáriário e parada de bonde em Croydon, no sul da cidade de Londres. O local é atendido pela National Rail, London Overground, Tramlink e London Buses. 

## História
De 1809 a 1836, o local foi um terminal fluvial do Canal de Croydon. O canal foi drenado e passou a fazer parte da rota da London & Croydon Railway, inaugurando em 5 de junho de 1839. Em 1845, o L&C inaugurou o novo sistema  propulsão para suas composições que funcionou por cerca de um ano, com pouco sucesso. Em 23 de setembro de 1846, um incêndio originado na sala de lâmpadas, danificou grande parte da estação e destruindo inclusive treze vagões que estavam no local. A estação foi originalmente chamada de Croydon e em abril de 1851, passou a ser chamada como West Croydon. The station was originally named Croydon; in April 1851 it became West Croydon.
A linha East London, parte do London Overground, foi estendida para a estação em 2010.